# Demografía de los testigos de Jehová

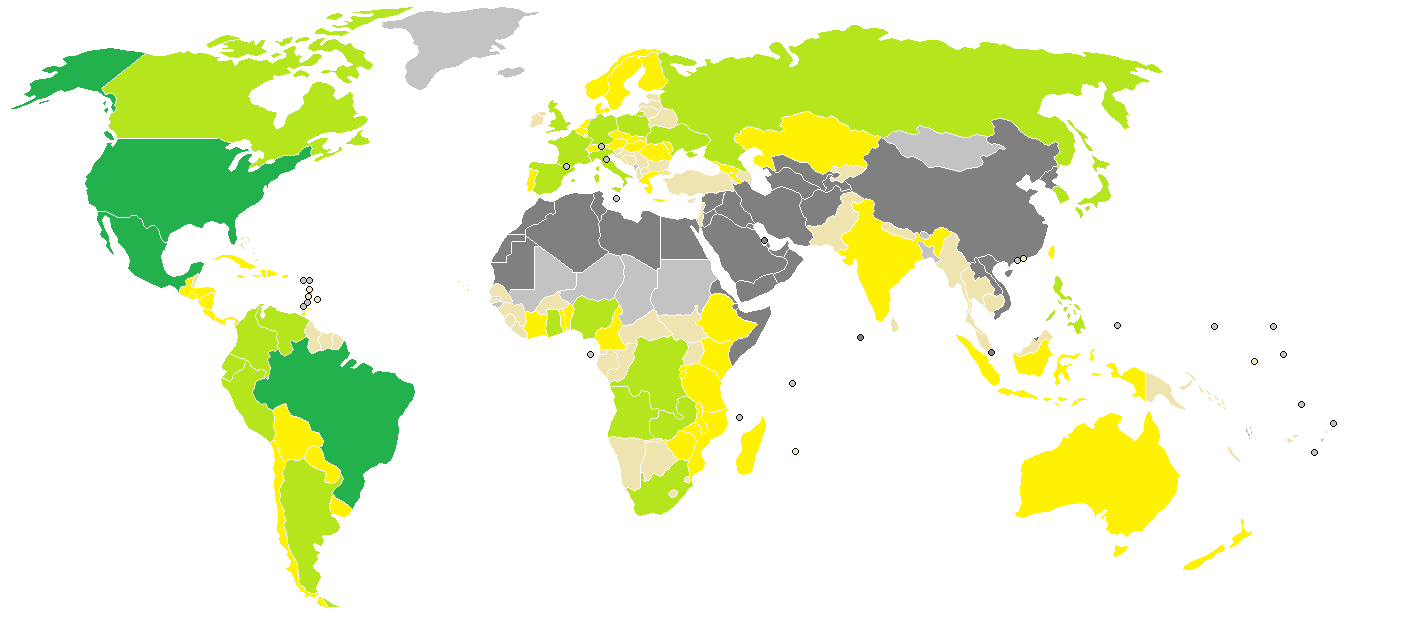
Media promedio de miembros bautizados en calidad de "publicadores" por cada 100.000 habitantes según estadísticas de la organización al año 2020.

A diferencia de otras organizaciones religiosas, que miden su adhesión y número de miembros sólo en atención al número total de bautizados, los Testigos de Jehová tienen criterios de contabilidad medidos tanto por la cantidad de miembros activos bautizados en ejercicio, como por el tiempo asignado a la predicación y otros criterios de contabilidad relacionados. Debido a estos particulares criterios estadísticos, el estudio y análisis de su demografía y caracterización general de la población afiliada a esta corriente religiosa desde las ciencias sociales y las ciencias estadísticas se ha visto muy dificultado. De acuerdo a los  Informes Anuales de 2022, 2023 y 2024, los testigos de Jehová informaron una membresía promedio mensual de aproximadamente más de 8,5 millones de personas activas que participaban activamente en la predicación, con un máximo medio de alrededor de 9 millones de miembros bautizados activos. Los testigos de Jehová tienen una presencia activa en la mayoría de los países, aunque sin embargo, en los territorios donde opera activamente no constituyen un grupo significativo de la población.
De acuerdo a los criterios estadísticos de la organización y al reglamento vigente, para ser contado como miembro activo, una persona debe ser publicador y reportar formalmente a la congregación de su territorio cierta cantidad de tiempo predicando a personas no asociadas, miembros inactivos y, eventualmente, exafiliados, normalmente al menos una hora por mes, o en su defecto, las actividades realizadas durante el ejercicio como publicador . En determinadas circunstancias, como enfermedades crónicas y discapacidad física, los miembros pueden informar una media mínima de 15 minutos. Desde 2019 en adelante, los reportes de predicación incluyen la actividad realizada a través de videoconferencia y otras plataformas digitales.  La actividad de predicación de los testigos de Jehová es informada de manera autónoma y cada uno de los miembros -tanto quienes son publicadores como quienes están en el ejercicio del precursorado- deben presentar un "Informe del servicio de campo" cada mes. Los miembros bautizados que por diversas razones -incluyendo razones de fuerza mayor- no presentan un informe cada mes son clasificados como "miembros irregulares". Quienes no presentan un informe durante seis meses continuos se denominan formalmente como "miembros inactivos", y no son habitualmente incluidos en las estadísticas de la organización.A partir de noviembre de 2023, y por disposición publicada el 7 de octubre de 2023, la obligatoriedad de informar a la congregación sobre las horas de predicación y el número de cursos bíblicos realizados sólo está restringida a los miembros en calidad de precursores regulares, precursores auxiliares, misioneros, ancianos y superintendentes de circuito.

## Actividades de membresía
Hacia 2022, se informaron alrededor de 1.500 millones de horas de predicación y se bautizaron casi 145.600 nuevos miembros. Se informaron casi 5,7 millones de estudios bíblicos en el hogar con los testigos de Jehová, cifras que incluyen además el total de estudios bíblicos realizados por miembros activos en ejercicio con sus hijos e hijas. La reanudación de las actividades de evangelización y estudios bíblicos presenciales aumentó el número de horas de predicación en el año 2023, la que junto con el levantamiento paulatino de las restricciones a causa de la pandemia ese año incidió en un aumento en el número de publicadores. 
Las estadísticas oficiales de los testigos de Jehová sólo cuentan como miembros formales a aquellos que presentan informes sobre la actividad de predicación,  lo que generalmente resulta en números de membresía más bajos que los reportados habitualmente en encuestas externas y estudios de caso de encuestadoras e instituciones en el ámbito de las ciencias sociales y en censos de población y vivienda de organismos estatales en todo el mundo. Evidencia de ello es lo que ocurre en Estados Unidos. En ese país, los testigos de Jehová informan en sus estadísticas de 2022 que hay aproximadamente 1,2 millones de miembros activos en los Estados Unidos, mientras que el Pew Research Center informó ese mismo año que los testigos de Jehová constituyen el 0,8% de la población estadounidense (aproximadamente 2,5 millones, cifra que duplica a las reportadas por el cuerpo gobernante). En países de Latinoamérica, donde está la mayor parte de sus miembros activos, no existe un número estimado sobre la materia desde organismos estatales, toda vez que no todos los censos de población y vivienda realizados por los estados latinoamericanos incluyen la religión dentro de sus estadísticas habituales. Sus estadísticas oficiales indican además la membresía según territorios — a los que en los informes anuales desde la década de 1990 a la actualidad se refieren como "sucursales" — algunos de los cuales como el caso de la Península de Crimea no son formalmente países independientes.
Según las estadísticas oficiales del Cuerpo Gobernante de los Testigos de Jehová, durante el periodo comprendido entre los años 2013 a 2024, un estimado de audiencia anual que oscila entre los 17 a 21 millones de personas en todo el mundo asistieron a la celebración anual de la Conmemoración del 14 de Nisán  por parte de los testigos de Jehová (también denominada Cena del Señor ). De ellos, más de veinte mil personas participan directamente del rito conmemorativo del pan sin levadura y vino. Aquellos que participan de este acto han autoproclamado ser de los 144.000 "ungidos" y esperan ser designados como "siervos" tras la conclusión del sistema, según su interpretación de Apocalipsis 14:1.
Las congregaciones y superintendencias de circuito están organizadas geográficamente y se mandata habitualmente a los miembros activos a que asistan al Salón del Reino al que se les ha asignado territorialmente, lo que da como resultado una diversidad representativa de la población local de cada uno de los territorios donde opera, aunque no obstante, y especialmente en países de Latinoamérica, Asia y África, también se han formado congregaciones basadas en el idioma regional y el origen étnico de sus miembros.  

## Estadísticas oficiales (1980-actualidad)
| Año  | Sucursales          | promedio de publicadores activos(mensual) | Aumento respecto al periodo anterior | Congregaciones | promedio mensual de estudios bíblicos | Asistencia a la conmemoración del 14 de Nisán | Número total de participantes a la conmemoración del 14 de Nisán que se autoproclaman como "ungidos" |
| ---- | ------------------- | ----------------------------------------- | ------------------------------------ | -------------- | ------------------------------------- | --------------------------------------------- | --- |
| 1980 | 205                 | 2.175.403                                 | +15.67%                              | 43.781         | 1.371.584                             | 5.726.656                                     | 9.564                                                                                                |
| 1995 | 101[cita requerida] | 4.950.344                                 | +127.55%                             | 78.620         | 4.865.060                             | 13.147.201                                    | 8.645                                                                                                |
| 1996 | 104[cita requerida] | 5.167.258                                 | +4.38%                               | 81.908         | 4.855.030                             | 12.921.933                                    | 8.757                                                                                                |
| 1997 | 104[cita requerida] | 5.353.078                                 | +3.60%                               | 85.256         | 4.552.589                             | 14.322.226                                    | 8.795                                                                                                |
| 1998 | 106[cita requerida] | 5.544.059                                 | +3.57%                               | 87.644         | 4.302.852                             | 13.896.312                                    | 8.756                                                                                                |
| 1999 | 109[cita requerida] | 5.653.987                                 | +1.98%                               | 89.985         | 4.433.884                             | 14.088.751                                    | 8.755                                                                                                |
| 2000 | 110[cita requerida] | 5.783.003                                 | +2.28%                               | 91.487         | 4.766.631                             | 14.872.086                                    | 8.661                                                                                                |
| 2001 | 111[cita requerida] | 5.881.776                                 | +1.71%                               | 93.154         | 4.921.702                             | 15.374.986                                    | 8.730                                                                                                |
| 2002 | 109[cita requerida] | 6.048.600                                 | +2.84%                               | 94.600         | 5.309.289                             | 15.597.746                                    | 8.760                                                                                                |
| 2003 | 109[cita requerida] | 6.184.046                                 | +2.24%                               | 95.919         | 5.726.509                             | 16.097.622                                    | 8.565                                                                                                |
| 2004 | 111[cita requerida] | 6.308.341                                 | +2.01%                               | 96.894         | 6.085.387                             | 16.760.607                                    | 8.570                                                                                                |
| 2005 | 112[cita requerida] | 6.390.022                                 | +1.29%                               | 98.311         | 6.061.534                             | 16.390.116                                    | 8.524                                                                                                |
| 2006 | 114[cita requerida] | 6.491.775                                 | +1.59%                               | 99.770         | 6.286.618                             | 16.675.113                                    | 8.758                                                                                                |
| 2007 | 113[cita requerida] | 6.691.790                                 | +3.08%                               | 101.376        | 6.561.426                             | 17.672.443                                    | 9.105                                                                                                |
| 2008 | 115[cita requerida] | 6.829.455                                 | +2.06%                               | 103.267        | 7.133.160                             | 17.790.631                                    | 9.986                                                                                                |
| 2009 | 118[cita requerida] | 7.046.419                                 | +3.18%                               | 105.298        | 7.619.270                             | 18.168.323                                    | 10.857                                                                                               |
| 2010 | 116[cita requerida] | 7.224.930                                 | +2.53%                               | 107.210        | 8.058.359                             | 18.706.895                                    | 11.202                                                                                               |
| 2011 | 98[cita requerida]  | 7.395.672                                 | +2.36%                               | 109.403        | 8.490.796                             | 19.374.737                                    | 11.824                                                                                               |
| 2012 | 96[cita requerida]  | 7.598.994                                 | +2.75%                               | 111.719        | 8.759.988                             | 19.013.343                                    | 12.604                                                                                               |
| 2013 | 91[cita requerida]  | 7.698.377                                 | +1.31%                               | 113.823        | 9.254.963                             | 19.241.252                                    | 13.204                                                                                               |
| 2014 | 90                  | 7.867.958                                 | +2.20%                               | 115.416        | 9.499.933                             | 19.950.019                                    | 14.121                                                                                               |
| 2015 | 89[cita requerida]  | 7.987.279                                 | +1.52%                               | 118.016        | 9.618.182                             | 19.862.783                                    | 15.177                                                                                               |
| 2016 | 89[cita requerida]  | 8.132.358                                 | +1.82%                               | 119.485        | 10.115.264                            | 20.085.142                                    | 18.013                                                                                               |
| 2017 | 90[cita requerida]  | 8.248.982                                 | +1.01%                               | 120.053        | 10.071.524                            | 20.175.487                                    | 18.564                                                                                               |
| 2018 | 87[cita requerida]  | 8.360.594                                 | +1.35%                               | 119.954        | 10.079.709                            | 20.329.317                                    | 19.521                                                                                               |
| 2019 | 87[cita requerida]  | 8.471.008                                 | +1.32%                               | 119.712        | 9.618.182                             | 20.919.041                                    | 20.526                                                                                               |
| 2020 | 87[cita requerida]  | 8.424.185                                 | -0.56%                               | 120.387        | 7.705.765                             | 17.844.773                                    | 21.182                                                                                               |
| 2021 | 87[cita requerida]  | 8.480.147                                 | +0.66%                               | 119.297        | 5.908.167                             | 21.367.603                                    | 20.746                                                                                               |
| 2022 | 86                  | 8.514.983                                 | +0,41%                               | 117.960        | 5.666.996                             | 19.721.672                                    | 21.150                                                                                               |
| 2023 | 85                  | 8.625.042                                 | +1.29%                               | 118.177        | 7.281.212                             | 20.461.767                                    | 22.312                                                                                               |
| 2024 | 84                  | 8.828.124                                 | +2.35%                               | 118.767        | 7.480.146                             | 21.119.442                                    | 23.212                                                                                               |

Demografía en territorios donde las actividades de los testigos de Jehová están prohibidas o restringidas en el contexto de regímenes de facto (2023-actualidad)
Además de las cifras publicadas para países individuales, también se publican estadísticas colectivas para países y territorios -33 en total, al año 2022- donde los testigos de Jehová operan en forma clandestina y/o informal, o donde están formalmente proscritos por razones políticas y/o religiosas en el contexto de regímenes y dictaduras de facto,  incluyendo el Estado Vaticano, el Principado de Mónaco, Corea del Norte, Rusia (incluyendo los territorios ocupados en la península de Crimea), República Popular China, y otros territorios y países bajo dictaduras de facto en Asia, África y Oriente.

## enlaces externos
- Mapa interactivo que muestra a los seguidores de los Testigos de Jehová en los territorios donde opera según los informes anuales entre los años 2002 a 2008 Archivado el 4 de mayo de 2005 a través de Wayback Machine
- Sitio web oficial de los testigos de Jehová
- ¿Cuántos testigos de Jehová hay en el mundo?
- 2022 Country and Territory Reports, Watch Tower Bible & Tract Society of Pennsylvania.

- Datos: Q939247